# 沼田多稼蔵

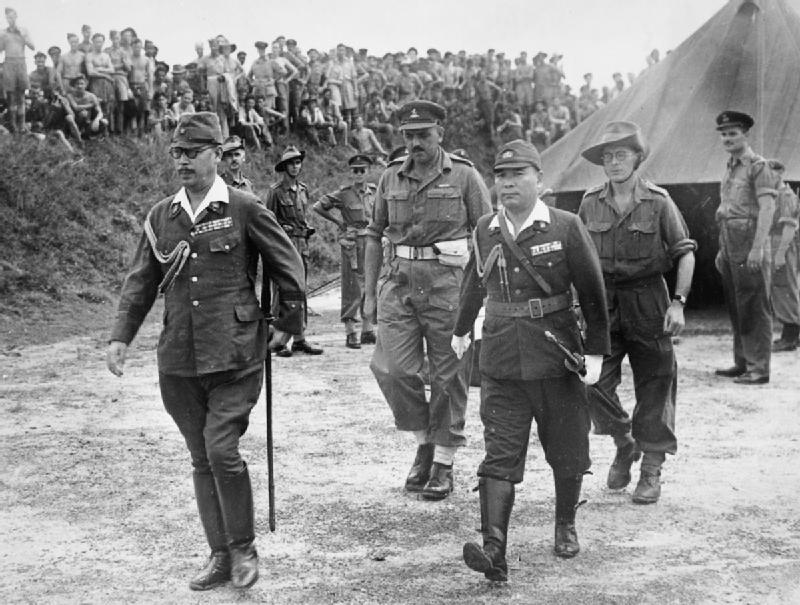
1945年、降伏に関連した英印軍との交渉のため、ラングーンを訪れた沼田（左）。向かって右は同行した海軍少将・中堂観恵

沼田 多稼蔵（ぬまだ たかぞう、1892年（明治25年）4月18日 - 1961年（昭和36年）11月15日）は、日本の陸軍軍人。最終階級は陸軍中将。

## 経歴
広島県出身。漢学者・沼田良蔵の二男として生まれる。広島陸軍地方幼年学校、中央幼年学校を経て、1912年（明治45年）5月、陸軍士官学校（24期）を卒業。同年12月、歩兵少尉に任官し近衛歩兵第3連隊付となる。1919年（大正8年）11月、陸軍大学校（31期）を卒業。
1920年（大正9年）4月、参謀本部勤務となり、関東軍幕僚付、参謀本部員（内国戦史課）、陸軍省軍務局課員などを経てイタリア駐在となり、1927年（昭和2年）7月、歩兵少佐に昇進。1928年（昭和3年）8月、整備局課員（動員課）となり、1931年（昭和6年）8月、歩兵中佐に進級。1932年（昭和7年）12月、関東軍参謀（特務部）に就任し、イタリア大使館付武官を経て、1935年（昭和10年）8月、歩兵大佐に昇進した。1936年（昭和11年）8月、参謀本部付となり、日中戦争に歩兵第39連隊長として出征し徐州会戦などに参加。1938年（昭和13年）6月、第11軍参謀副長に転じ、1938年（昭和13年）7月、陸軍少将に進級した。
1939年（昭和14年）1月、第11軍参謀長に着任し、企画院第1部長に転じ、第1部長任期中に総力戦研究所構想案を練ったとされている。1941年（昭和16年）3月、陸軍中将に進んだ。同年4月、第3軍参謀長に就任し満州に赴任。1942年（昭和17年）8月、第12師団長に親補された。1943年（昭和18年）10月、第2方面軍参謀長となり、1944年（昭和19年）5月、ビアク島を視察中に米軍の上陸に遭遇し、臨時に防戦の指揮を執ったが、玉砕寸前に同島を脱出した。南方軍総参謀長として終戦を迎えた。
1945年（昭和20年）8月28日、ラングーンでイギリス軍との降伏文書に調印。
1947年（昭和22年）11月、戦犯容疑により巣鴨プリズンに収容された。1948年（昭和23年）1月31日、公職追放仮指定を受け、同年4月、橘丸事件で重労働7年の判決が言い渡されたが、1950年（昭和25年）12月に仮釈放された。
1955年（昭和30年）9月24日、防衛庁顧問に就任している。

## 栄典
位階
- 1913年（大正2年）2月20日 - 正八位[4]
- 1941年（昭和16年）9月15日 - 従四位
- 1943年（昭和18年）10月1日 - 正四位

勲章等
- 1940年（昭和15年）8月15日 - 紀元二千六百年祝典記念章[5]

## 親族
- 妻 沼田文子 井戸川辰三陸軍中将の娘

## 著書
- 『日露陸戦新史』兵書出版社、1924年3月。 NCID BA31802317。全国書誌番号:43010900。
- 『日露陸戦新史』渡辺錠太郎序（訂正5版）、偕行社、1925年3月。 NCID BN12148241。
- 『日露陸戦新史』岩波書店〈岩波新書 78〉、1940年11月。 NCID BN01811773。全国書誌番号:46045757 全国書誌番号:61003149。
- 『日露陸戦新史』芙蓉書房、1980年6月。 NCID BN09629514。全国書誌番号:80030272。
- 『日露陸戦新史』岩波書店〈岩波新書 特装版 赤-78〉、1982年3月。 NCID BN02535693。全国書誌番号:82028458。
- 『日露陸戦新史』（新装版）芙蓉書房出版〈芙蓉軍事記録リバイバル〉、2004年11月。ISBN 9784829503461。 NCID BA69983087。全国書誌番号:20715835。